# Heather Reisman
Heather Reisman, né le 28 août 1946 à Montréal, est une femme d'affaires canadienne. Reisman est la créatrice et président de la chaîne de librairie Indigo Books.
Elle est membre du comité de direction du groupe Bilderberg.